# Il popolo dell'autunno
Il popolo dell'autunno (Something Wicked This Way Comes) è un romanzo fantasy-horror dello scrittore Ray Bradbury pubblicato per la prima volta negli Stati Uniti nel 1962 e in Italia nel 1967.

## Trama
(Ray Bradbury, Il popolo dell'autunno, Prologo)
Will e Jim sono due ragazzi quattordicenni che vivono nella piccola cittadina di provincia, Green Town, nell'Illinois tra gli anni quaranta e gli anni cinquanta. Sono vicini di casa e sono molto affiatati, anche se l'inizio della pubertà e i diversi interessi sviluppati li stanno progressivamente allontanando. Sono nati nella notte di Halloween, un minuto prima della mezzanotte il primo, ed un minuto dopo l'altro. Una notte un treno si ferma su di un binario morto vicino Green Town. Ne scende un nutrito assortimento di fenomeni da baraccone che inizia a innalzare i tendoni di un inquietante luna park con l'aiuto di una misteriosa mongolfiera.
Il giorno dopo i due amici si recano al parco di divertimenti dove incontrano la loro maestra, la signorina Foley che, dopo essere entrata in un labirinto di specchi, ne esce sconvolta e terrorizzata, convinta di aver visto annegare tra i riflessi una ragazza simile a lei stessa da giovane. Nonostante il parere contrario di Will, anche Jim vuole provare il labirinto e, dopo esservi entrato, ne rimane scosso. Mentre stanno per tornare a casa trovano una valigia abbandonata. Apparteneva a Tom Fury, un venditore di parafulmini che avevano incontrato la mattina prima e che, dopo aver preannunciato l'arrivo di una terribile tempesta che avrebbe stravolto la vita di Jim, aveva regalato a quest'ultimo un parafulmine per proteggerne la casa. I due ragazzi non riescono a capire il motivo per cui il venditore avrebbe dovuto abbandonare la sua merce ma intuiscono qualcosa di sinistro nell'improvvisa sparizione dell'uomo. Poco prima di tornare a casa vogliono salire su di una giostra, nonostante il cartello fuori servizio. I ragazzi vengono fatti scendere in malo modo da un forte uomo dagli occhi azzurri e i capelli rossi, il signor Cooger, mentre un secondo uomo, il signor Dark, li invita a tornare il giorno dopo per alcuni giri gratis sulla giostra, non appena riparata. Il signor Dark si presenta come l'Uomo Illustrato, e infatti dalle maniche dell'abito si scorgono le braccia ricoperte di tatuaggi che sembrano dotati di vita propria.
Invece di allontanarsi, Will e Jim si nascondono su un albero e da lì assistono al ringiovanimento di Cooger sulla giostra che era stata fatta girare al ritroso per ventotto volte. I due ragazzi lo seguono e scoprono che il ringiovanito Cooger, spacciandosi per il nipote della signorina Fooley, avrebbe tentato di farla salire sulla giostra. Giunti a casa della maestra mettono in fuga l'impostore che scappa verso il luna park e sale sulla giostra nel tentativo di ritornare all'età originaria e quindi eliminare i due ragazzi, scomodi testimoni. Durante una colluttazione sulla giostra Cooger sviene e, trascinato in avanti nel tempo per troppi giri, si trasforma in un corpo mummificato. Will e Jim, credendolo morto, fanno accorrere un'ambulanza e la polizia che, entrati in un baraccone alla ricerca del presunto cadavere, trovano il signor Dark che, simulando un gioco di prestigio, rianima Cooger per mezzo di potenti scosse, spacciando il tutto come la prova generale per una nuova attrazione, l'Uomo Elettrico. Tra i fenomeni presenti nel baraccone, Jim e Will riconoscono Tom Fury, misteriosamente trasformato in un nano.
Nella notte la mongolfiera aleggia intorno alle case dei due ragazzi. Una vecchia dall'aspetto terrificante e con gli occhi coperti da ragnatele, misteriosamente riesce ad individuarli e a segnare i loro tetti con un marchio: è la Strega della Polvere, un altro dei fenomeni del circo di Dark. I due cancellano il marchio dai tetti, ma la Strega ritorna nuovamente. Will riesce ad abbattere il pallone, forandone la tela dopo un'agghiacciante lotta contro la vecchia.
Il giorno seguente i ragazzi incontrano una bambina disperata e riconoscono in lei la signorina Foley. La piccola chiede di essere aiutata ma i ragazzi, rendendosi conto che i fenomeni e il Signor Dark sarebbero da lì a poco scesi in città per cercarli, sono costretti a lasciarla da sola promettendole però di ritornare. I due si nascondono in uno scantinato e, da una botola nel soffitto, riescono ad attirare l'attenzione del padre di Will, Charles Halloway, un bibliotecario di mezz'età che fronteggia Dark permettendo ai ragazzi di fuggire. Quella notte i due amici cercano rifugio nella biblioteca dove Charles Halloway, a seguito di ricerche tra i libri e nelle raccolte dei quotidiani locali, scopre che i fenomeni e il circo itinerante fanno parte del "Popolo dell'autunno", gente malvagia e misteriosa che da centinaia di anni gira con il proprio spettacolo in cerca di nuovi adepti da trasformare in fenomeni umani e da asservire ai loro malvagi e misteriosi scopi. Durante la notte Dark irrompe nella biblioteca, scova i due ragazzi nascosti tra gli scaffali e grazie ad un incantesimo della Strega della Polvere li ipnotizza e li rapisce. Nulla può il padre di Will che, dopo aver coraggioramente fronteggiato il fortissimo Dark e aver avuto da questi fratturata la mano, viene sopraffatto dalla strega che tenta di arrestarne il cuore. Prima di cadere vittima dell'incantesimo, Charles intuisce il punto debole della vecchia, l'allegria, e con una risata liberatoria riesce a sconfiggerla e a metterla in fuga. Il padre di Will raggiunge il luna park dove i due ragazzi sono prigionieri. Il signor Dark sta introducendo alla folla uno numero di magia durante il quale un volontario, scelto a caso tra il pubblico, avrebbe dovuto sparare un colpo di fucile alla strega, presentata con il nome di Madamoiselle Tarot. Charles si offre volontario per il Gioco della pallottola, Dark e la strega intuiscono il pericolo e accampando scuse circa l'impossibilità dell'uomo di sorreggere il fucile, a causa della grave frattura, tentano di annullare il numero. Tuttavia Charles vede il figlio catatonico tenuto rinchiuso nel labirinto degli specchi, chiede di essere aiutato da lui a prendere la mira e con questa scusa, incitato dalla folla, costringe il Popolo dell'autunno a liberare il giovane. Dark, con un gioco di prestigio, sostituisce il proiettile del fucile con uno di cera ma Charles estrae il proiettile a salve, vi incide sopra un sorriso stilizzato, e spara contro la strega, uccidendola.
Nella confusione che ne consegue, Charles e Will, quest'ultimo ridestatosi dall'incantesimo, entrano nel labirinto per liberare Jim; rimangono intrappolati tra gli specchi che riflettono amplificate le paure dei due. Charles riesce a liberarsi dalla trappola infrangendo gli specchi con una risata. Il padre e il figlio corrono dietro a Jim intuendo che si sarebbe recato verso la giostra, ossessionato dall'idea di poter crescere rapidamente e uscire così in breve tempo dall'infanzia. Nel frattempo si accorgono che i circensi tentano di portare anche Cooger alla giostra, ma è talmente decrepito da ridursi in polvere prima di fare in tempo. Poco dopo Charles viene avvicinato da un bambino che, spaventato, gli chiede di aiutarlo a scappare dal signor Dark. Ma l'uomo intuisce rapidamente che il ragazzino è Dark, ringiovanitosi grazie alla giostra, con l'intenzione di attirarlo in una trappola mortale. A questo punto gli afferra un braccio ed inizia ad accarezzarlo. L'effetto è immediato: Dark, in quanto membro del Popolo dell'autunno, non può sopportare cose come la gentilezza verso di sé, finendo per morire come se avesse avuto un infarto. I suoi stessi tatuaggi smettono di agitarsi e sbiadiscono fino a quasi scomparire. Come se avessero avvertito la fine del loro capo, i suoi seguaci si disperdono in fretta, ormai privi di una guida. L'ormai trapassato Dark viene preso in braccio dallo Scheletro, che si allontana seguendo le orme del Popolo dell’Autunno. Poco dopo Will e suo padre si accorgono che Jim è salito sulla giostra e che l'ha azionata. Will riesce però a rallentare la giostra mentre Charles ne rompe per sempre i meccanismi. Jim sembra morto, ucciso dal maleficio della giostra, ma Charles ha un'intuizione: i due con risa, balli e canti riportano in vita il giovane Jim.
I due ragazzi e Charles, nonostante siano consci di non aver sconfitto per sempre il Popolo dell'autunno che si sarebbe potuto ripresentare sotto altra forma in qualunque posto, sollevati per lo scampato pericolo e eccitati per la libertà ritrovata, corrono insieme felici verso casa.

## Personaggi
William Halloway (Will)Ha quasi quattordici anni, è nato un minuto prima di mezzanotte nella notte di Halloween. Ubbidiente e riflessivo, ritrova durante le vicende narrate la fiducia e la stima per il padre e protegge con coraggio l'amico e la maestra contro il popolo dell'autunno.
James Nightshade (Jim)È l'amico di Will e il suo vicino di casa. anche lui ha quasi quattordici anni e anche lui è nato la notte di Halloween, un minuto dopo la mezzanotte. È impaziente di crescere ed uscire rapidamente dalla giovinezza. A causa di questa tentazione sarà preda delle macchinazioni del popolo dell'autunno.
Charles HallowayIl padre di Will. Entrato da tempo nella mezza età (ha 54 anni), lavora nella biblioteca del paese, dove passa la maggior parte del suo tempo. È deluso dalla vita e non ha grandi aspirazioni per il futuro. Non ha un grande dialogo con il figlio ma, a causa delle vicende vissute insieme, ricostruirà con questi un grande rapporto basato sulla reciproca fiducia, stima e amore.
Il signor DarkL'Uomo Illustrato, è il proprietario del luna park che gestisce insieme al socio, il signor Cooger. È ricoperto di tatuaggi che prendono vita all'occorrenza ed è dotato di una forza fuori dal comune. Non sembra particolarmente attaccato al suo "socio", dato che promette a Jim che, qualora non fosse riuscito a riportare Cooger alla normalità, avrebbe preso il ragazzino con sé, rimpiazzando l'uomo. Alla fine del libro si autoringiovanisce per tendere a Will e al padre l'ennesima trappola, ma il signor Halloway capisce subito che è il loro nemico e, preso per un braccio, inizia a carezzarlo con gentilezza, cosa che lo uccide. La morte di Dark ha anche l'effetto di sciogliere bruscamente il suo circo, i cui membri iniziano a vagare senza meta.
Il signor CoogerÈ uno dei proprietari del luna park. Invecchiato fino alla morte a causa di un incidente causato da Jim e Will sulla giostra magica, viene riportato in vita dal signor Dark con il nome di Uomo Elettrico. Verso la fine del libro i seguaci di Dark cercano di farlo salire sulla giostra per riportarlo alla sua vera età, ma prima che possano riuscirci Cooger si riduce in un mucchietto di polvere.
La strega della PolvereCieca sensitiva, capace di malefici mortali, viene prima sconfitta dalle risate di Charles Halloway e poi uccisa da questi.
La signorina FoleyLa maestra di Will e Jim. Nubile cinquantenne, viene ammaliata dal Popolo dell'autunno con la prospettiva di un miracoloso ringiovanimento.
Il Popolo dell'autunnoIl bevitore di lava, l'Uomo pendolo, Lo Scheletro, i Gemelli siamesi, il Nano, l'Uomo Cannone, la più bella donna del mondo ed altri. Forse sono peccatori che per la legge del contrappasso sono stati trasformati nei loro stessi peccati e costretti a seguire il luna park per sempre, in cerca di nuovi adepti da ammaliare con promesse ingannevoli.
Tom FuryIl venditore di parafulmini. Scompare nel luna park ma riapparirà tra il Popolo dell'autunno, trasformato in Nano.

## Genesi dell'opera
Il romanzo è un omaggio alla passione di Ray verso la magia, l'inconsueto e il mistero, interessi che nacquero nell'autore già dall'età di tre anni, dopo che la madre lo ebbe portato a vedere il film Il gobbo di Notre Dame con Lon Chaney. Altri film visti successivamente accrebbero i lui l'amore per i temi del mistero: Il fantasma dell'Opera visto a sei anni e Il trio infernale e La serpe di Zanzibar a otto. Proprio quest'ultima pellicola, in cui un mago è capace di trasfigurarsi in uno scheletro, fornirà l'idea iniziale per Il popolo dell'autunno. I successivi temi sono frutto delle sue esperienze giovanili e dei contatti intrattenuti con i vari circhi itineranti che si esibivano nella cittadina in cui viveva Ray Bradbury e con un illusionista che nel 1948 si fermò per un breve periodo con il suo spettacolo Mr Electrico e la sua Sedia Elettrica Viaggiante, con i Dill Brothers Sideshows e Carnival e con il quale intrattenne successivamente rapporti epistolari. Questi temi, insieme all'amore per le biblioteche, costituiscono l'intelaiatura intorno a cui si sviluppa il romanzo. Ray, infatti, ha sempre frequentato le biblioteche, anche di notte, attratto con passione dalla grande quantità di libri conservati. Il libro è una completa definizione dei sentimenti di Bradbury nei confronti della giovinezza e dell'allegria e la descrizione delle due sue più grandi paure: la Vita e la Morte, ma è soprattutto un'appassionata dedica al padre.
Ray Bradbury sviluppò questi temi nel racconto Black Ferris, pubblicato nel 1948 nella rivista Weird Tales. Nel 1958 l'autore rimane folgorato dal film Trittico d'amore diretto e interpretato da Gene Kelly e a questi propone di dirigere la trasposizione cinematografica di Black Ferris di cui aveva preparato una bozza di sceneggiatura con il titolo provvisorio di Dark Carnival. Gene Kelly, tuttavia, non riesce a trovare adeguati finanziamenti per l'opera. Bradbury decide allora di rielaborare il racconto che viene ampliato e sviluppato, fino a diventare il romanzo Il popolo dell'autunno.
Il titolo originale, Something wicked this way comes, è la citazione di un verso del Macbeth di William Shakespeare.

## Altri media
- Dal libro è stato tratto il film di Jack Clayton del 1983, Qualcosa di sinistro sta per accadere prodotto dalla Walt Disney Pictures.
- Alcuni dei temi del romanzo sono stati trasposti nelle storie a fumetti, pubblicate tra il 1964 e il 1966 dalla Ballantine Books. In Italia alcune di queste storie sono state raccolte nel volume della collana Oscar Mondadori nel 1972, con il titolo Il popolo dell'autunno-Domani a mezzanotte.[3]

## Edizioni
- Ray Bradbury, Il popolo dell'autunno, Piacenza, La Tribuna, 1967.
- Ray Bradbury, Il popolo dell'autunno, Milano, Rizzoli Editore, 1978,  p. 239, ISBN 88-7684-594-1.